# La supremacía de Uruguay
La supremacía de Uruguay (título original en inglés: The supremacy of Uruguay) es un cuento de ciencia ficción escrito por E. B. White y publicado por primera vez en The New Yorker el 25 de noviembre de 1933. En 1939 el autor lo incluyó en su colección de cuentos Quo Vadimus?.
Este cuento logró suficiente notoriedad como para ser incluido en antologías de escritores famosos, como Ray Bradbury (en Timeless Stories for Today and Tomorrow, 1952) o Damon Knight. Sin embargo, su calidad literaria es muy inferior al resto de la producción de White, un ensayista y prosista renombrado. Este es, probablemente, el único cuento en que un país latinoamericano, en este caso Uruguay, se apodera del mundo.

## Argumento
La supremacía de Uruguay es una narración basada en una serie de recursos inverosímiles, caricaturescos y absurdos, que el autor utiliza para hacer más efectivo el mensaje sobre la locura humana y su instinto autodestructivo. Por ejemplo, haber elegido Uruguay, que es un país extraño a la cultura estadounidense, o el dispositivo con el que Uruguay conquista la Tierra.
La humanidad se idiotiza por las cadencias amplificadas de una canción de amor, efecto que Uruguay aprovecha para poder apoderarse del mundo sin disparar un tiro. Con ironía, White muestra que los pueblos se vuelven "idiotas" y "locos", a partir del momento en que viven "satisfechos en un paraíso de tontos" y la Tierra comienza a ser "generosa", con "paz y plenitud".
Muchos años después el hombre recupera la "cordura" y el mundo deja de funcionar al revés. El ser humano se apresta para la destrucción: las potencias dominan nuevamente el mundo, se rearman y hacen la guerra. Finalmente, Uruguay sucumbe sin oponer mayor resistencia.
El cuento acierta en la anticipación de algunos hechos: la carrera armamentista y la persecución de los judíos en Alemania.